# Ханья Рані
Ханья Рані (справжнє ім'я Hanna Raniszewska; 5 вересня 1990, Гданськ) — польська піаністка, композиторка і співачка. Вона навчалась у Музичній школі Feliks Nowowiejski в Гданську, а також в Музичному університеті Фридерика Шопена у Варшаві. 

## Життєпис
Ханья Рані — польська композиторка та музикантка, яка розділяє своє життя між Варшавою та Берліном. Її композиції народилися через захоплення фортепіано та її бажанням по-своєму інтерпретувати його звучання та гармонічні можливості.
Своїм дебютним альбомом для Gondwana Records, випущеним у 2019 році, вона прагнула спроєктувати відчуття необмеженого простору та часу, а також повторити вплив ісландських пейзажів та польських гір Бещади у своїй музиці. Ханья Рані постійно розвивається в музичному плані і завжди невгамовна у своїй творчості, шукаючи, куди її може привести наступний проект.
На початку російського вторгнення в Україну у 2022 році записує композицію «Kyiv» на підтримку України.
У 2022 році Рані запросили до Парижа, щоб записати її виступи для ARTE.

## Дискографія

### Альбоми
| Esja | - Випущено: 5 квітня 2019 року - Лейбл: Gondwana Records - Формат: цифрове завантаження, CD, LP |

| Home | - Випущено: 29 травня 2020 року - Лейбл: Gondwana Records - Формат: цифрове завантаження, CD, LP |

| Music for Film and Theatre | - Випущено: 18 червня 2021 року - Лейбл: Gondwana Records - Формат: цифрове завантаження, CD, LP |

| Inner Symphonies (with Dobrawa Czocher) | - Випущено: 15 жовтня 2021 року - Лейбл: Deutsche Grammophon - Формат: цифрове завантаження, CD, LP |

| On Giacometti | - Випущено: 17 лютого 2023 року - Формат: цифрове завантаження, CD, LP |

| Ghosts | - Випущено: 6 жовтня 2023 року - Лейбл: Gondwana Records - Формат: цифрове завантаження, CD, LP |